# Scindapsus cuscuaria
Scindapsus cuscuaria är en kallaväxtart som först beskrevs av Jean Baptiste Christophe Fusée Aublet, och fick sitt nu gällande namn av Karel Presl. Scindapsus cuscuaria ingår i släktet Scindapsus och familjen kallaväxter. Inga underarter finns listade.